# Prešov
Prešov (prononciation slovaque : [ˈprɛʃɔʊ̯] ; en allemand : Preschau ou Eperies ; en hongrois :  Eperjes ; en ukrainien et en rusyn : Пряшів ; en latin : Epuries ou Apperies ou Fragopolis) est une ville de Slovaquie orientale.

## Géographie
La ville a une situation favorable. Elle s'étend dans la partie nord de la cuvette de Košice, dans les vastes prairies fertiles des rivières Torysa et Sekčov (sk), dont la limite est constituée à l'est des monts Slanské vrchy et à l'ouest par la chaîne de collines Šarišská vrchovina (sk). L'axe naturel du territoire est constitué par la rivière Torysa avec ses affluents Bachuren et Cergov.

## Toponymie
Il n'existe aucune mention écrite témoignant de l'origine du nom de la ville. On suppose, qu'il est dérivé du mot « Pres » ou du latin Apperies. Par ailleurs, son nom hongrois Eperjes (hu) est lié à une légende sur le roi Bela II de Hongrie qui aurait trouvé des fraises (eper (hu), en hongrois) à cet endroit.

## Histoire

### Préhistoire
Le territoire de Prešov et de ses alentours fut peuplé en permanence depuis la préhistoire jusqu'au haut Moyen Âge. Dans cette localité se trouvent, du IIIe au Ve siècle, les habitations du type de Prešov représentant des hameaux de paysans et d'éleveurs avec des bâtiments d'habitation et d'exploitation. Le peuplement des Slaves est illustré par des écrits datant du tournant des VIIIe et IXe siècles qui confirment une culture artisanale développée, notamment la poterie (céramique de type de Prague), le tissage, la forge.

### Moyen Âge
Au début du XIIe siècle, le territoire de Prešov fut intégré dans l’État de Hongrie, ce qui fut lié à l'arrivée des immigrés hongrois. Après l'invasion des Tatars y furent invités des colons allemands qui accélérèrent la transformation du site rural en ville, située favorablement au carrefour des routes militaires et commerciales. La première mention écrite de la ville désignée comme Epurie remonte à l'année 1247. Les privilèges municipaux furent conférés à la ville par le roi André II de Hongrie, en 1299, et elle devint indépendante des seigneurs du château de Šariš. Ces privilèges furent étendus par le roi Louis Ier en 1374, ce qui paracheva le processus de constitution de la ville et Prešov qui devint une ville royale libre. Depuis le XIVe siècle, et notamment au XVe siècle, la ville connut un essor général. Des corporations de métiers se constituèrent, dont les plus importantes furent celles des tisserands et les blanchisseurs de toiles, des pelletiers, des forgerons, des serruriers, des tonneliers, des cordonniers, des tailleurs et des bouchers. Vers la fin du XVe siècle à Prešov travaillèrent plus de cent maîtres-artisans, ce qui rangea la ville parmi les plus importants centres d'artisanat sur le territoire de la Slovaquie actuelle. Les commerçants de Prešov bénéficièrent de l'exonération des droits de péage aux postes de péage royaux de la Hongrie datant de 1405 et entreprirent des voyages au-delà des frontières, notamment en Pologne et en Transylvanie. Leur marchandise principale fut le vin, notamment celui de la région de Tokay. La ville possédait une partie des vignobles et le vin était stocké dans des caves à plusieurs étages au sous-sol des maisons bourgeoises (Prešov acquit le droit de dépôt en 1536). L'architecture et les intérieurs somptueux des maisons bourgeoises reflétaient la prospérité économique de la ville qui culmina vers la fin du XVe siècle.

### Temps de la réforme
L'évolution de la ville aux XVIe et XVIIe siècles fut influencée par la réforme qui se propageait et les insurrections contre les Habsbourg. À partir de 1647, Prešov fut le siège du Comitat de Saris et, grâce au très haut niveau du collège évangélique (1667), il devint l'un des plus importants centres d'enseignement de l'époque. Le collège organisé selon le modèle d'un lycée académique de dix classes du pédagogue allemand Johannes Sturm, utilisait aussi le nom d'Illustre Gymnasium. Dans l'année était enseignées la philosophie, la théologie et les langues orientales. Des dizaines de pédagogues célèbres y poursuivirent leurs études ou donnèrent des cours. Au printemps 1650 s'y arrêta pour une brève période le philosophe et humaniste, réformateur pédagogique et fondateur de la pédagogie moderne Jan Amos Komenský (Comenius) (1592-1670). La ville fut également frappée par des catastrophes naturelles, pendant cette période : peste, incendies, guerres et insurrections. Le déclin fut aggravé par l'évènement de 1687, connu dans l'histoire comme « l'abattoir de Prešov ». Pour le soutien et les sympathies témoignées à Imre Thököly, chef de l'insurrection des états contre les Habsbourg, le tribunal militaire condamna à mort 24 bourgeois illustres. Les données démographiques témoignent de l'étendue du déclin de la ville. En 1617, Prešov comptait 5 500 habitants, alors qu'en 1720 il n'en comptait que 2 028.

### Renouveau de la ville

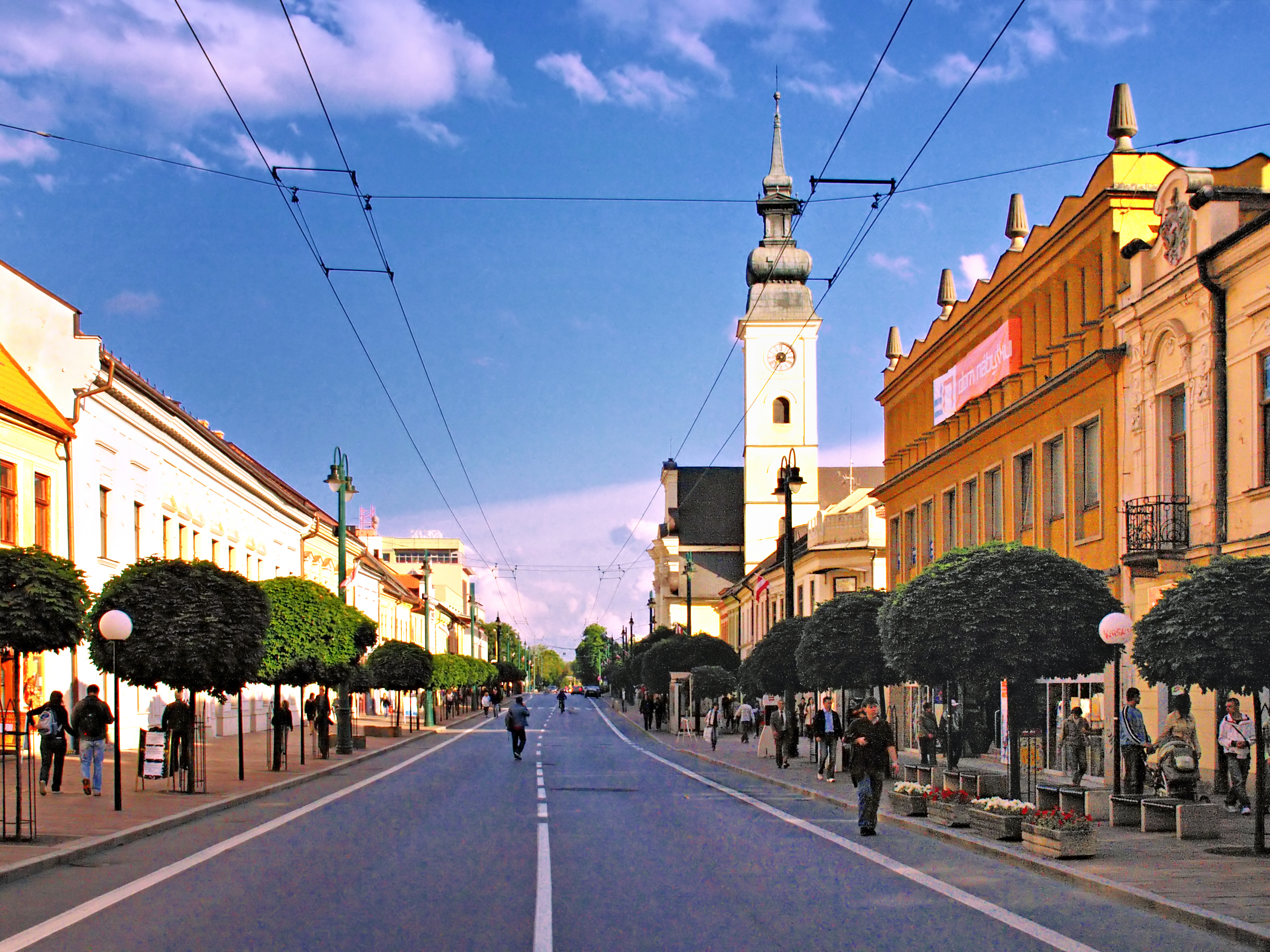
Rue principale.

La ville connut sa renaissance au XVIIIe siècle et au début du XIXe siècle. Un évènement d'une importance toute particulière fut la constitution de l'éparchie de Prešov en 1816, ce qui incita la venue d'un nombre considérable de Ruthènes. Dès la fin du XVIIIe siècle, dans la ville se constitua aussi une communauté juive importante. Les métiers et le commerce reprirent leur élan, des manufactures se créèrent. L'exploitation du sel, provenant d'abondantes couches salines des sédiments du tertiaire, eut une grande importance économique pour la ville. En 1752, lorsque les galeries de Solivar furent inondées par la nappe phréatique et que de nombreux mineurs trouvèrent la mort dans les galeries, il fut procédé à un changement de technologie. On se mit à extraire de la solution saline des galeries inondées dans des sacs en cuir, dont on obtint le sel par évaporation. au début du XIXe siècle fut construit un vaste ensemble d'installations de production du sel.

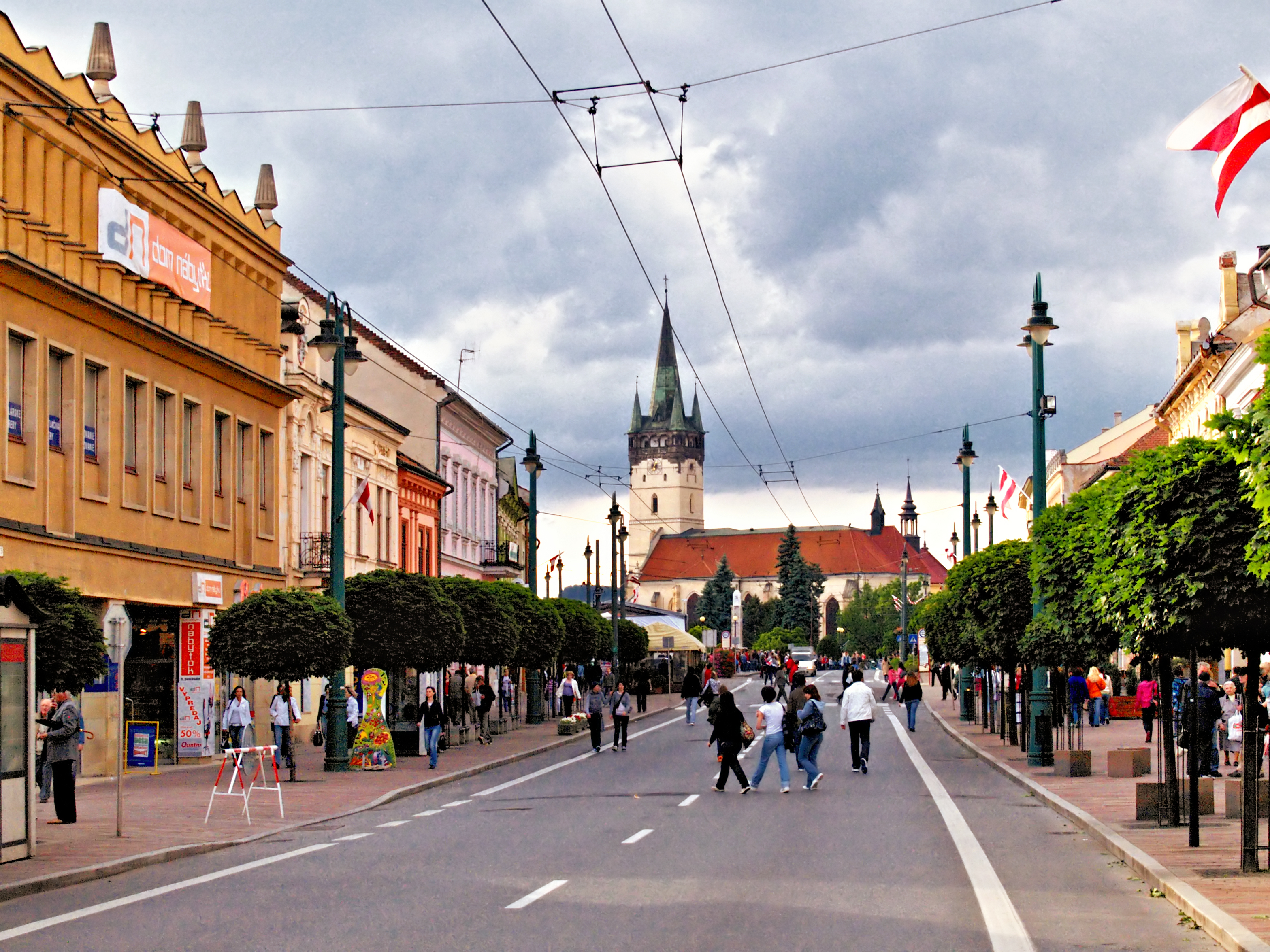
Rue principale Hlavná.

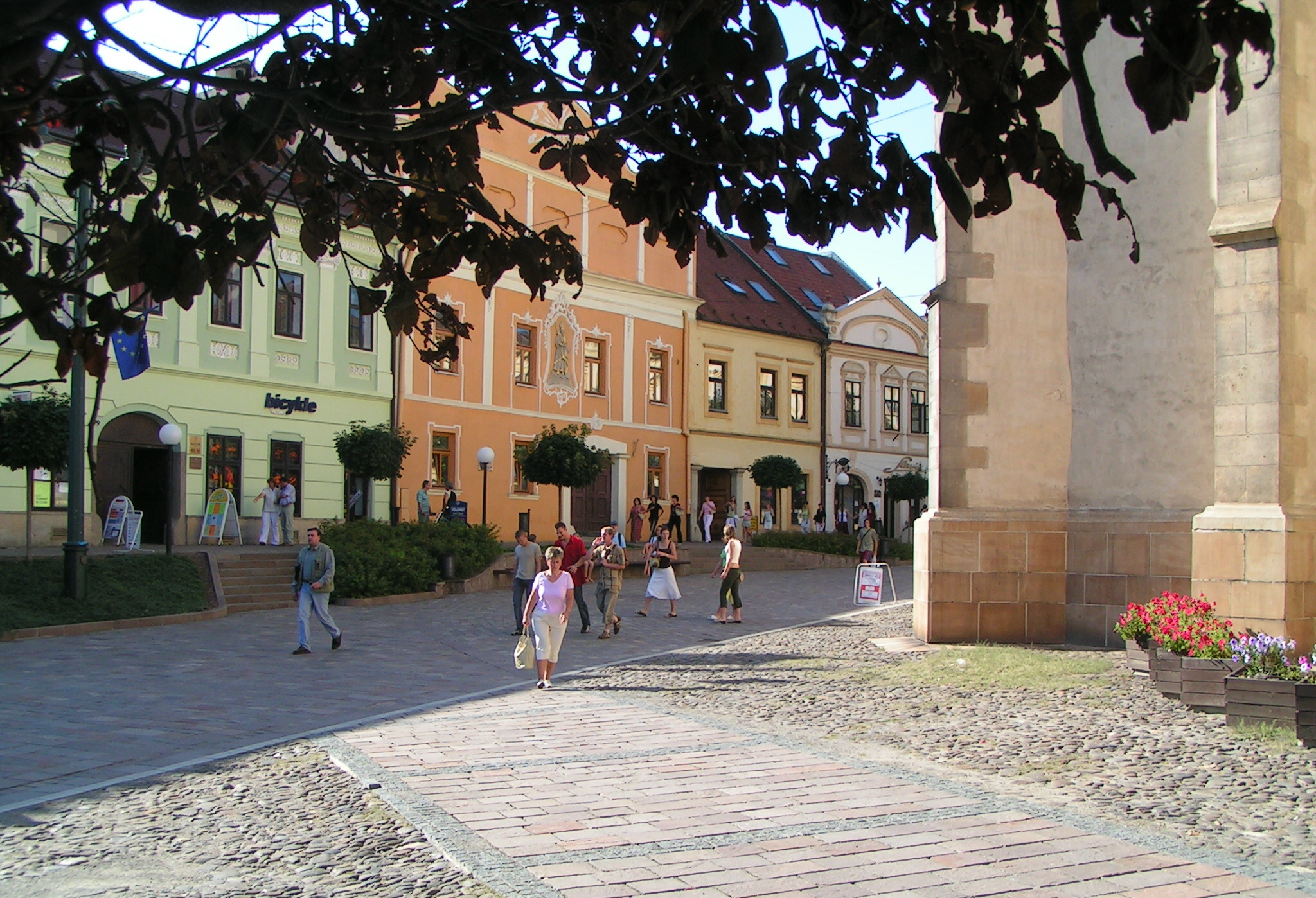
Maisons historiques et concathédrale Saint-Nicolas.

Dans les années de la révolution de 1848-1849, Prešov tomba à plusieurs reprises alternativement entre les mains des révolutionnaires et de l'armée impériale. En mars 1849 vinrent à Prešov avec les volontaires slovaques, les défenseurs de l'identité slovaque, Ludovit Štur et Jozef Miloslav Hurban. En 1870 fut construit le chemin de fer Kosice - Prešov, mais même la réalisation des autres lignes Prešov - Plavec (1873) et Prešov - Bardejov (1893) ne put rendre l'essor économique de la ville plus intense.

### Période tchécoslovaque
En juin 1919, Prešov fut occupée par l'Armée rouge hongroise. La tentative d'installation d'un régime communiste sous le nom de République slovaque des conseils, selon le modèle de la révolution de Russie, ne dura cependant que trois semaines. Prešov finit par s'intégrer dans le nouvel État tchécoslovaque.
La période après la Seconde Guerre mondiale fut porteuse de signes du développement notamment de l'industrie, de l'enseignement, de la culture et du sport. Après Košice, Prešov est devenue la deuxième ville de la Slovaquie orientale.

## Économie
Prešov est, actuellement, un centre économique et industriel développé de la Slovaquie du nord-est.

## Population

### Évolution de la population

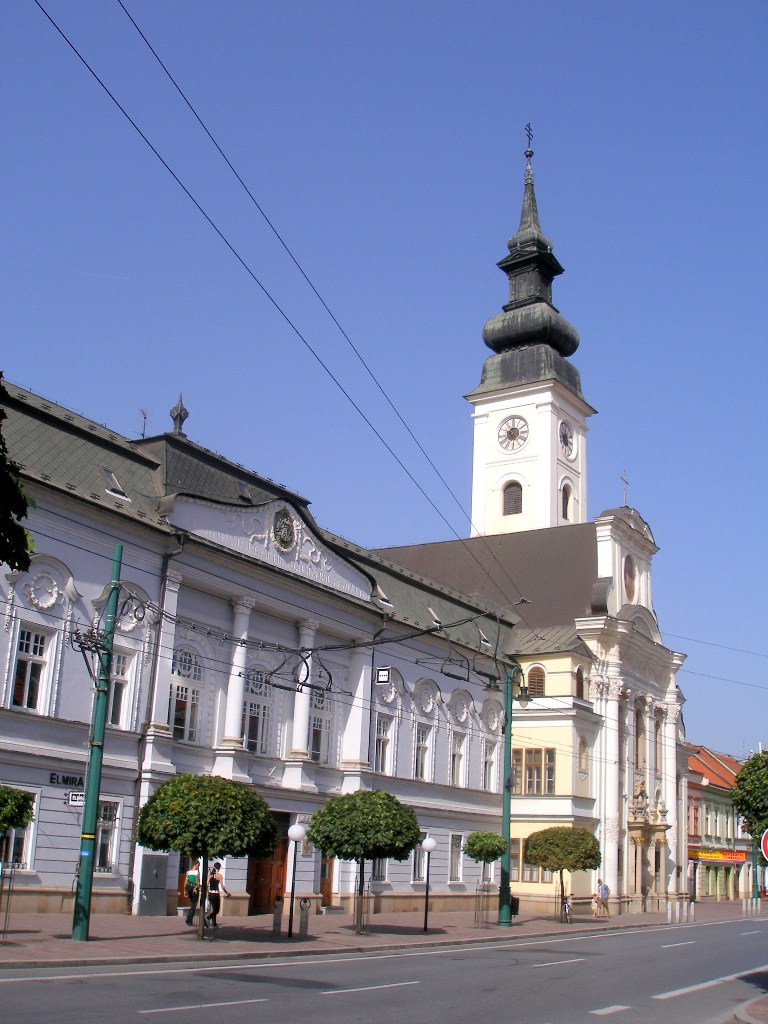
Archevêché et Cathédrale de l'église catholique grecque.

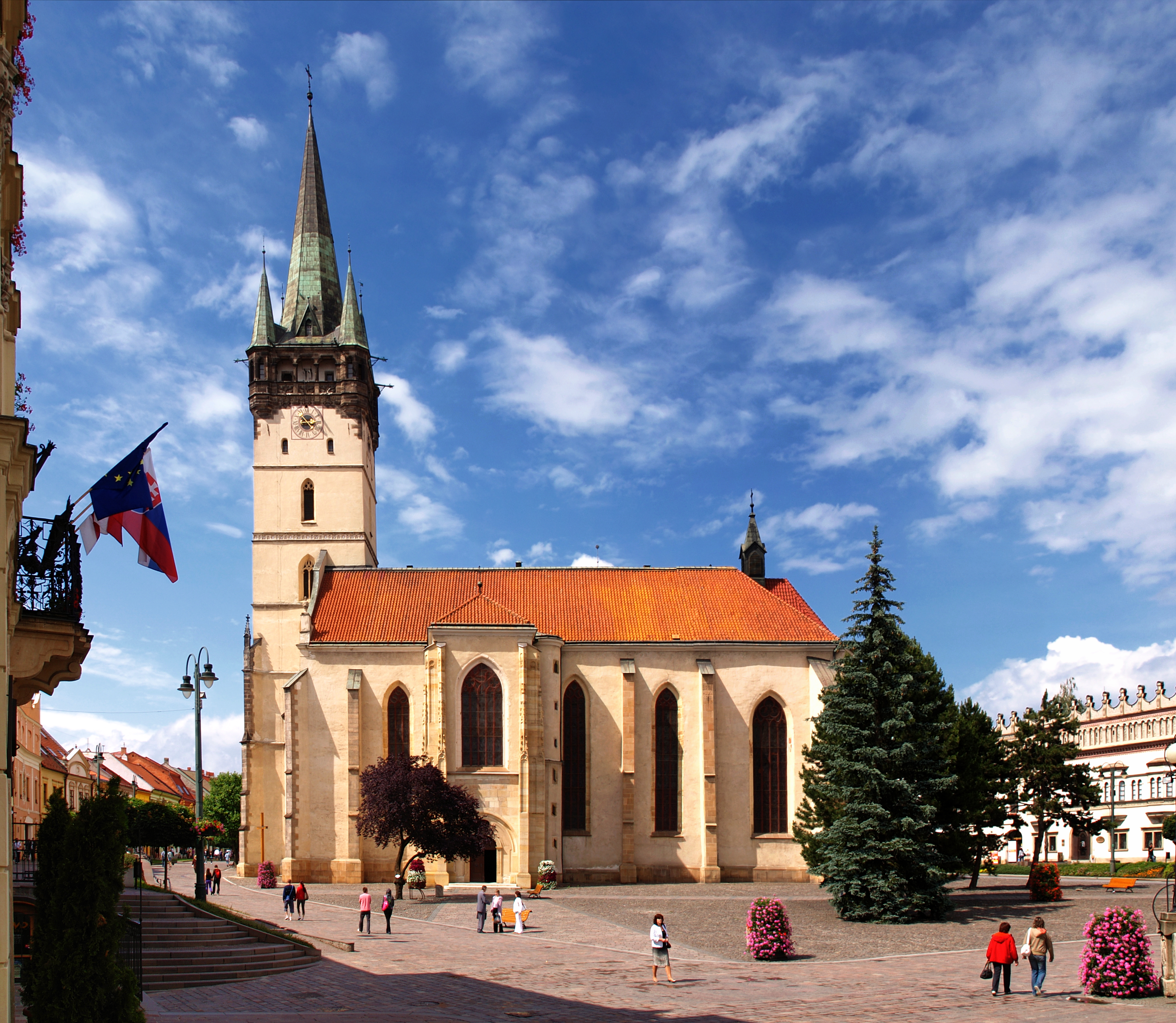
Concathédrale Saint-Nicolas.

| Année:               | 1994.  | 2004.   | 2014.   | 2024.   |
| -------------------- | ------ | ------- | ------- | ------- |
| Nombre de personnes: | 92 013 | 91 767  | 90 187  | 81 702  |
| Différence:          |        | -0,26 % | -1,72 % | -9,40 % |

| Année:               | 2023.  | 2024.   |
| -------------------- | ------ | ------- |
| Nombre de personnes: | 82 286 | 81 702  |
| Différence:          |        | -0,70 % |

### Religions
La population de Prešov se réclamait en 2001 en majorité de religion catholique romaine avec 66,77 % suivi des grecs-catholiques avec 8,92 %, des luthériens avec 4,82 % et des orthodoxes avec 1,68 %. Le reste de la population, 13,57 %, s'est déclaré non croyant et 2,98 % ne se sont pas définis.
Prešov est le siège métropolitain de l'Église grecque-catholique slovaque ainsi que celui de l'éparchie de Prešov fondée le 3 novembre 1815 par l'empereur François Ier et érigé canoniquement par le pape Pie VII le 22 septembre 1818. Le 30 janvier 2008, l'éparchie fut élevée au rang d'archiéparchie et est devenue centre métropolitain. La Cathédrale Saint-Jean-Baptiste est situé sur la rue principale.
L'éparchie orthodoxe de Prešov a été créée après la Seconde Guerre mondiale par la division de l'épachie de Mukačevo-Prešov.
La cathédrale Alexandre Nevski (Prešov) fut bâtie entre 1946 et 1950 dans un style russe traditionnel.
La ville compte deux facultés de théologie l'une grecque-catholique et l'autre orthodoxe toutes deux étant rattachées à l'université de Prešov (en).

## Culture et tourisme
Prešov est un centre d'institutions administratives, économiques, culturelles, centre universitaire et culturel des Ruthènes - Ukrainiens. La ville est également le siège de trois évêchés, catholique grec, orthodoxe et évangélique du rite d'Augsbourg. Le caractère typique de la ville marie la riche histoire et les traditions populaires avec l'époque moderne techniquement développée. Tout cela confère à Prešov sa propre image, son originalité et de bonnes perspectives pour l'avenir.
- Palais Rákóczi, XVIIe siècle

## Jumelages
La ville de Prešov est jumelée avec[source insuffisante] :
- Rishon LeZion (Israël)
- Gabrovo (Bulgarie)
- La Courneuve (France)
- Pittsburgh (États-Unis)
- Brugherio (Italie)
- Keratsini (Grèce)
- Remscheid (Allemagne)
- Moukatchevo (Ukraine)
- Prague 10 (Tchéquie)
- Nowy Sącz (Pologne)
- Nyíregyháza (Hongrie)

## Galerie

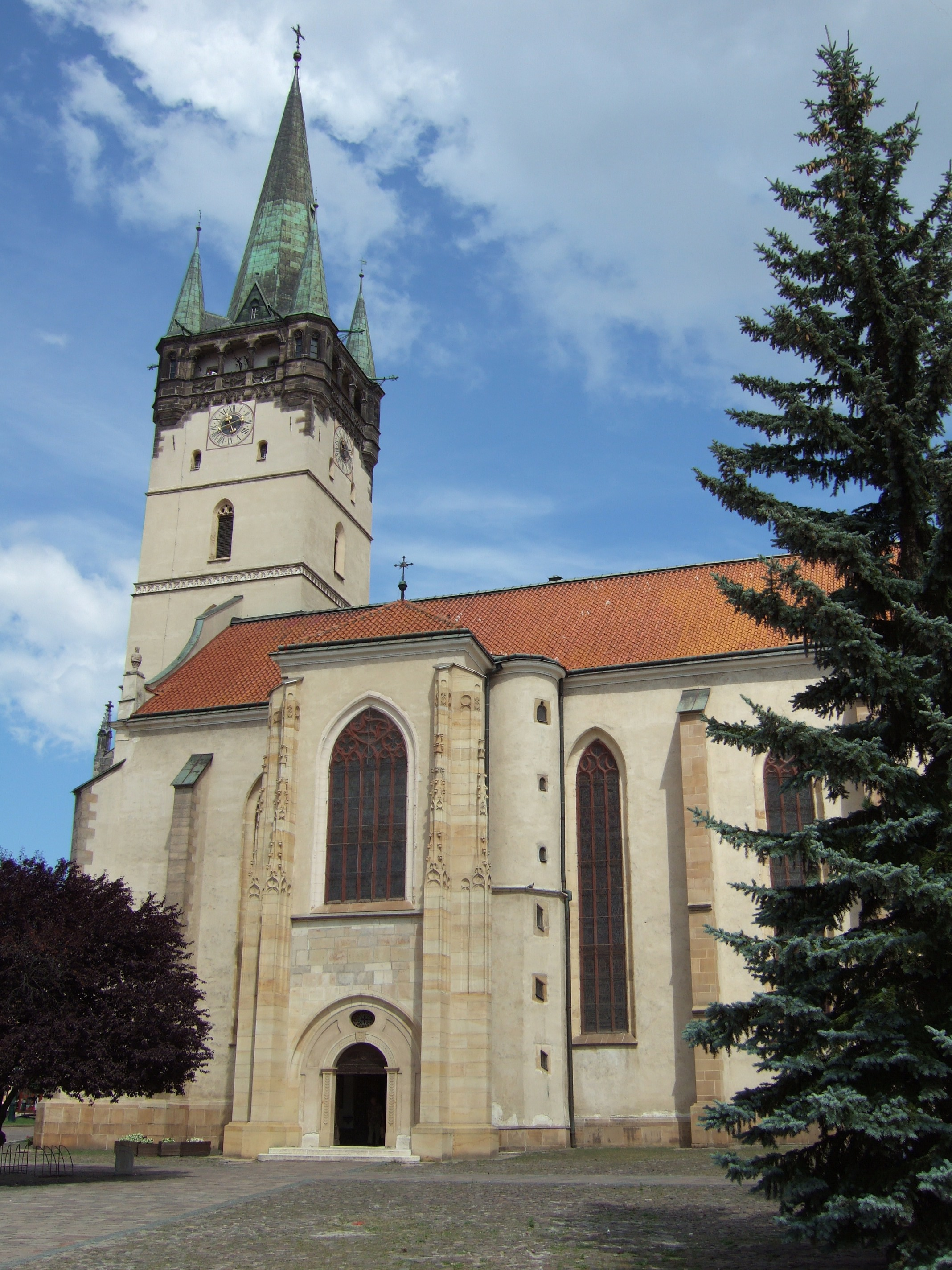
Église paroissiale Saint-Nicolas (catholique).
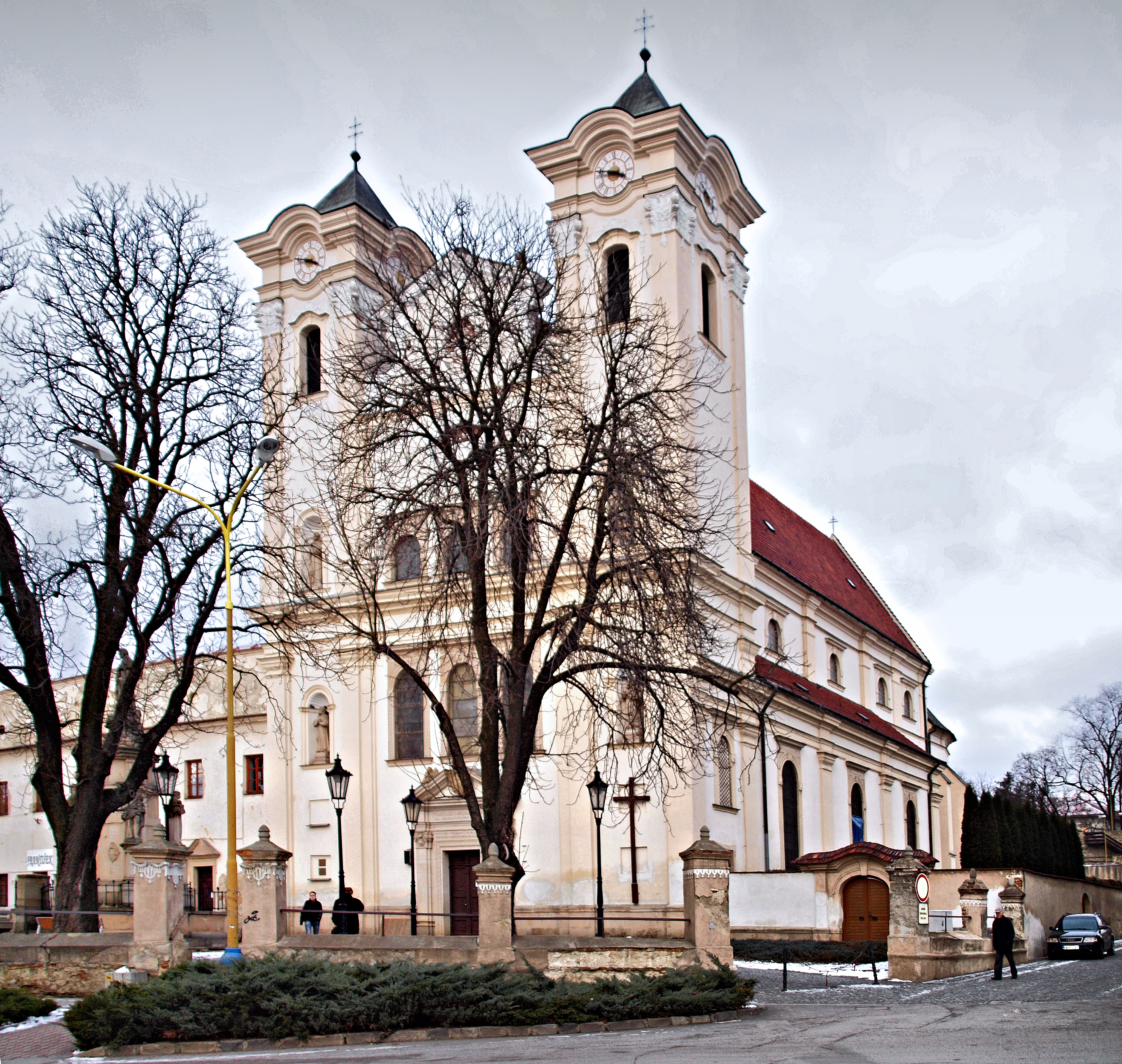
Église Saint-Joseph (franciscaine).
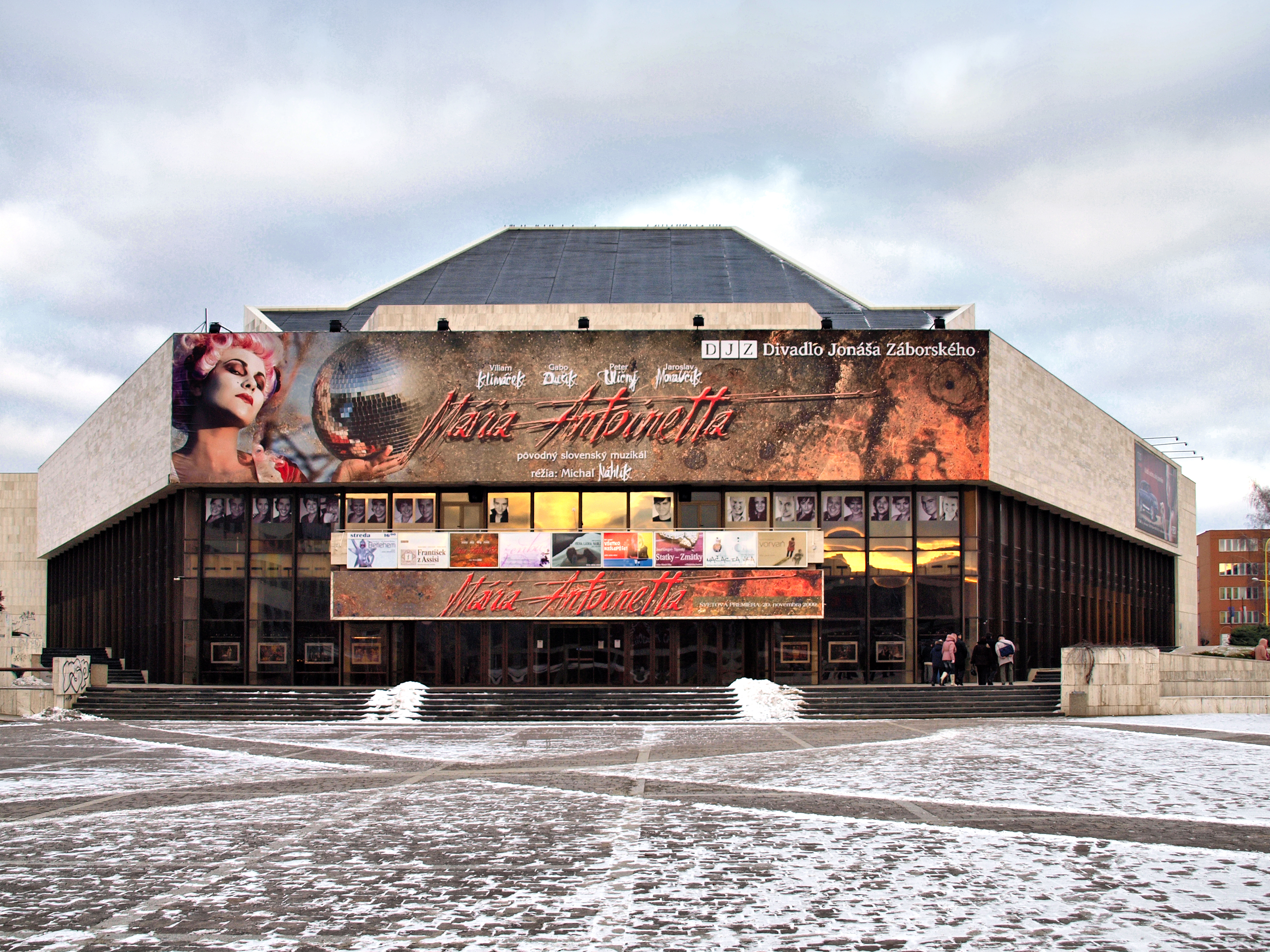
Théâtre Jonáš Záborský.
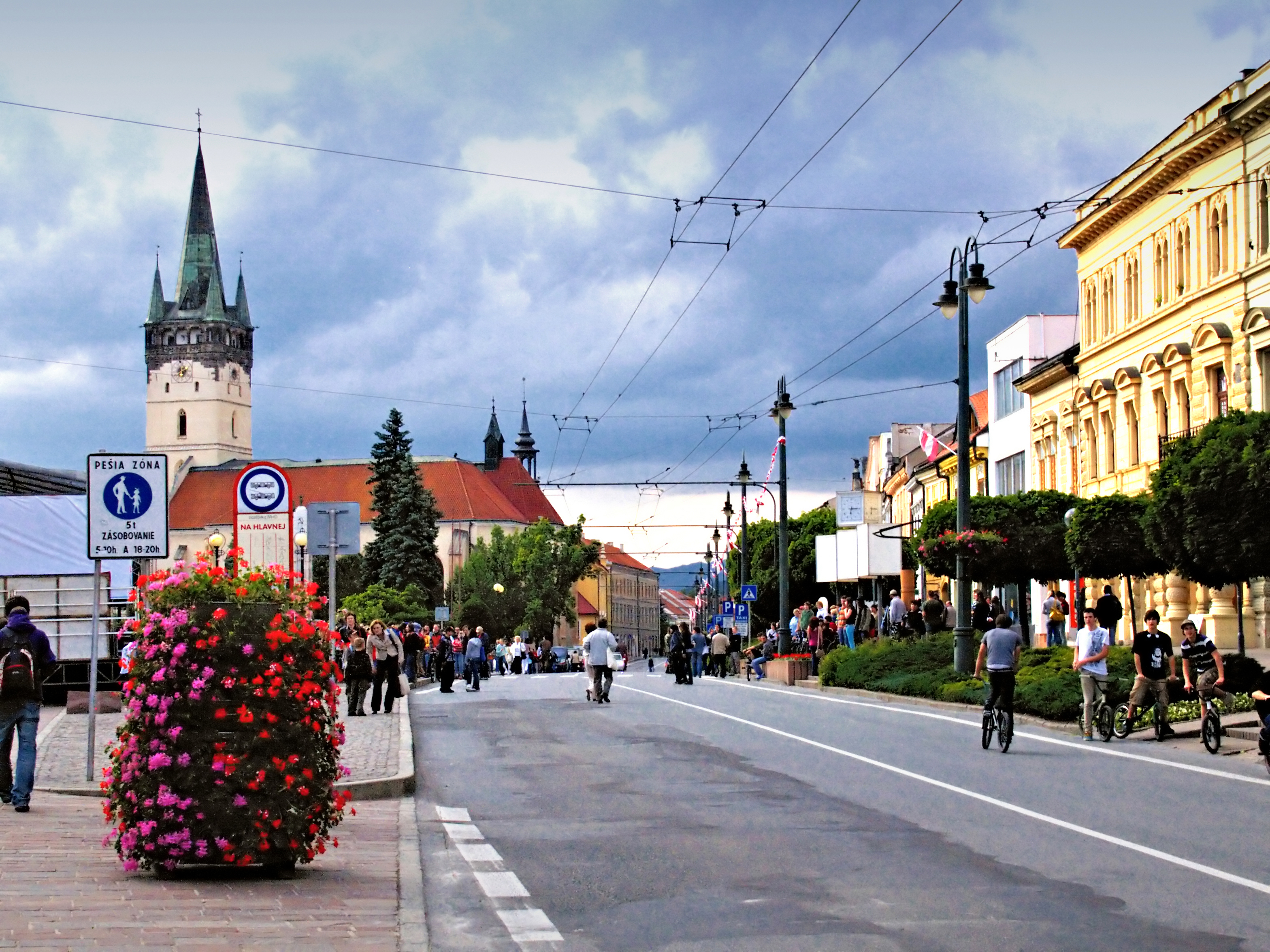
La rue principale Hlavná.

## Panorama

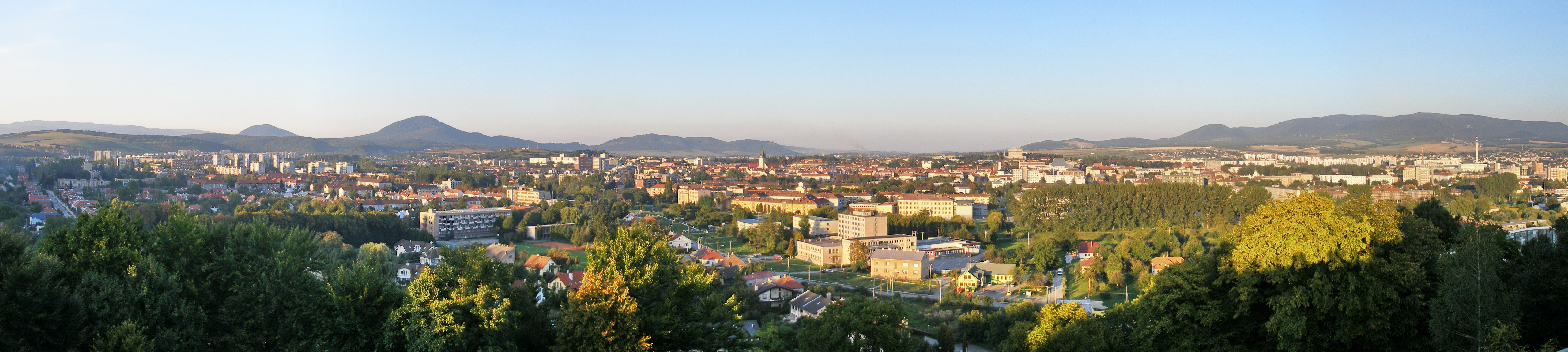
Prešov.